# Wassertürme Charlottenburg
Die Wassertürme Charlottenburg I und II sind zwei ehemalige Wassertürme an Akazienallee und Spandauer Damm im Berliner Westend. Auch das zwischen den Türmen stehende Haus im niederländischen Stil gehört zum denkmalgeschützten Ensemble. Seit den 2010er Jahren dienen sie zu Wohnzwecken.

## Geschichte und Beschreibung

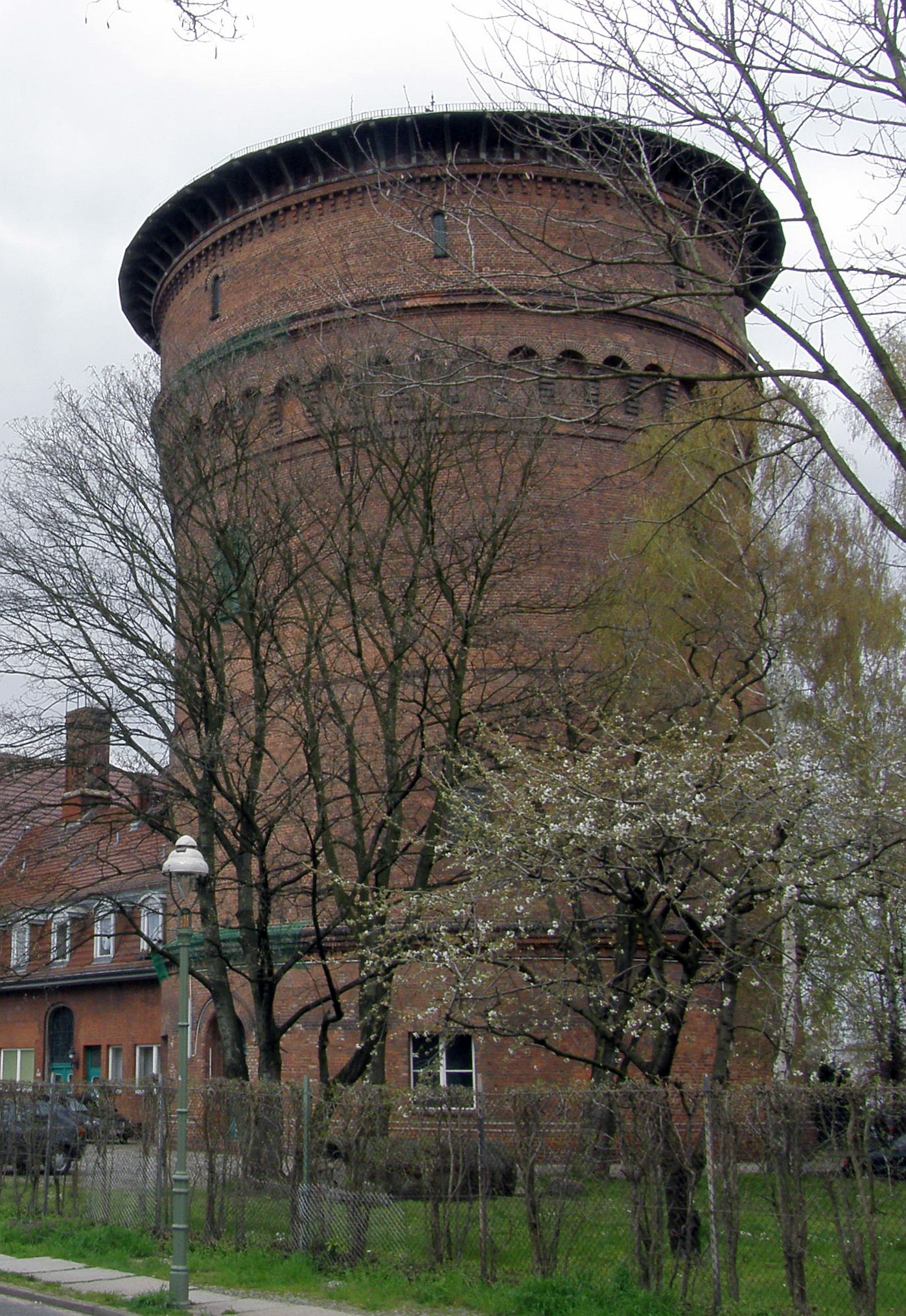
Wasserturm Charlottenburg I (Ostturm)

Der ältere und kleinere Wasserturm Charlottenburg I (Ost-Turm) entstand 1881 nach Plänen von Bernhard August Salbach. Der 60 m hohe Turm Charlottenburg II wurde 1909–1910 von Heinrich Seeling gebaut. Zum Befüllen der Behälter in den Türmen wurden mehrere Pumpstationen (Pumpwerk Charlottenburg I, Pumpwerk Charlottenburg II und Pumpwerk Charlottenburg III; letzteres ab den 1950er Jahren) genutzt. An allen diesen Bauten waren vor allem Ingenieure und Architekten beteiligt.
Zur Bereitstellung von Trinkwasser für die Bewohner von Westend wurden die Türme (wohl) in den 1970er Jahren stillgelegt. Eine Nutzung zeichnete sich lange Zeit nicht ab.

## Neue Nutzungen
Die langjährigen Eigentümer Wasserwerke Berlin verkauften die beiden Türme im Jahr 2008. Der Käufer ließ in Zusammenarbeit mit einer Investorengruppe 2012 beide Türme (Durchmesser: 14 Meter und Durchmesser 16 m) zu Wohn- und Gewerbezwecken umbauen. Sie wurden mittels eines Anbaus mit Aufzug und Treppenhaus erschlossen. So entstanden im höheren Turm zwölf Eigentumswohnungen auf 14 Etagen, im kleineren Nachbarturm sieben Loftwohnungen auf sieben Etagen, jede Wohnung mit Balkon. Die Planungen und Umbauten wurden von den Kahlfeldt Architekten vorgenommen. Die entstandenen Räume können zusätzlich zum Wohnzweck auch gewerblich genutzt werden. Das Penthouse verfügt beispielsweise über eine Nutzfläche von 200 m² und beherbergt ein Tonstudio, welches „für optimale Akustikverhältnisse“ sorgt, wie es in einer Beschreibung heißt.